# Шерман-Палладино, Эми
Эми Шерман-Палладино (англ. Amy Sherman-Palladino) — американская телевизионная сценаристка, режиссёр и продюсер. Обладательница пяти премий «Эмми».
Эми Шерман-Палладино была постоянным сценаристом и продюсером комедийного сериала «Розанна» с 1990 по 1994 год, за что получила номинацию на премию «Эмми» в категории за индивидуальные достижения в написании сценариев в комедии в 1992 году. После она выпустила несколько недолго просуществовавших ситкомов, а в 2000 году создала и запустила семейную драму «Девочки Гилмор». Сериал просуществовал в эфире семь сезонов и получал хорошие отзывы от критиков, однако никогда не достигал рейтинговых успехов. Шерман была у руля шоу первые шесть сезонов, когда проект выходил на канале WB, однако покинула его в апреле 2006 года, так как не смогла прийти к творческому соглашению с каналом The CW, который позже демонстрировал седьмой и финальный сезон.
После она выпустила провальный ситком 2008 года «Возвращение Иезавель Джеймс» с Паркер Поузи, который был снят с эфира после трех эпизодов из-за низких рейтингов, а также разработала несколько других нереализованных проектов. В 2012 году она выпустила сериал «Балерины» с лауреатом премии «Тони» — Саттон Фостер в главной роли. Проект получил положительные отзывы от критиков, а его премьера состоялась 11 июня 2012 года.
В 2017 создала комедийно-драматический сериал «Удивительная миссис Мейзел».